# كاون
الكاون(kaon) في فيزياء الجسيمات أو K-Mesonen هو جسيم أولي من عائلة البوزونات، وينتسب إلى مجموعة الميزونات، بالمشاركة مع البيونات pi-meson، أوجده العلماء معمليا، يوجد منه 4 أنواع. تحتوي الكاونات على الكوارك المسمى الغريب (strange) أو الكوارك المضاد له كذلك، وهي مثلها مثل الميزونات يمكن أن تأخذ الشحنة الموجبة أو السالبة أو أن تكون متعادلة، وهي أيضاً تتميز بعمر قصير جداً قبل أن تتحول إلى جسيمات أخرى.
يحتوي كل كاون على كوارك خفيف u- أو d وعلى كوارك مضاد متوسط الكتلة من نوع «غريب» Strange-Anti-Quark {\displaystyle {\bar {s}}} أو جسيم مضاد لكل منها.
الكوارك-غريب والكوارك-غريب المضاد يجعلان الكاونات ميزونات خفيفة ذات صفة «غرابة» Strangness.
طبقا لتلك الخصائص يمكن تنظيم الكاونات في حالتين من ايزوسبين Isospin مزدوج:
|                                       | K-Anti-Mesonen             | K-Anti-Mesonen                 | K-Mesonen                  | K-Mesonen                  |
| ------------------------------------- | -------------------------- | ------------------------------ | -------------------------- | -------------------------- |
|                                       | {\displaystyle K^{-}\!\,}  | {\displaystyle {\bar {K^{0}}}} | {\displaystyle K^{0}\!\,}  | {\displaystyle K^{+}\!\,}  |
| ايزوسبين {\displaystyle I_{z}}        | -½                         | +½                             | -½                         | +½                         |
| تكوينات-كواركية                       | {\displaystyle {\bar {u}}} | {\displaystyle {\bar {d}}}     | {\displaystyle d\!\,}      | {\displaystyle u\!\,}      |
| تكوينات-كواركية                       | {\displaystyle s\!\,}      | {\displaystyle s\!\,}          | {\displaystyle {\bar {s}}} | {\displaystyle {\bar {s}}} |
| الغرابة Strangeness {\displaystyle S} | −1                         | −1                             | +1                         | +1                         |

مثلها مثل الميزونات فهي تحتوي على سبين بعدد صحيح ولهذا يُعتبروا  بوزونات وهي جسيمات ثقيلة، أثقل من الإلكترون أكثر من 200 مرة. لهم تآثر قوي وبذلك فهم ينتمون أيضا إلى الهادرونات (الجسيمات الثقيلة، مثل البروتون والنيوترون).

## خصائصهم
تبلغ كتلة الكاونات نحو 493,7 MeV/c²
(K+, K−)بالتالي 497,6 MeV/c² (K0, K0). أي أثقل من الإلكترون نحو 1000 مرة. كل من الكاونات قابل للاضمحلال عن طريق  التآثر الضعيف وهم لذلك من ذوي 
  متوسط عمر  طويل. 
متوسط عمر الكاون المشحون تبلغ
1,24 · 10−8 ثانية. وأما متوسط عمر K0 و K0 فإن خلطتهما الكمومية (أنظر أسفله) تبدي عمرين غير محددين ; 5,1 · 10−8 ثانية لــ (KL) و 9,0 · 10−11 ثانية لــ (KS) على التوالي.
يشير التناظر CPT-Invarianz إلى أن كل زوج جسيم-جسيم مضاد K+ ↔ K − و K0 ↔ K0 إلى تساوي الكتل والعمر على التوالي. وقد أكدت القياسات الدقيقة تلك القيم.

## الاكتشاف
اكتشفت الكاونات في عام 1947 من العالمين "جورج روشيستر و" كليفوورد باتلر " في الأشعة الكونية. وتم تفسير ظهورهم بواسطة التفاعل π+ + n → K+ + Λ.
واعطيت التسمية «جسيمات غريبة» strange particles نظرا لعمرهم الطويل نسبيا عن أعمار الجسيمات الأولية الأخرى الغير مستقرة. وبغرض توصيفهم فقد أدخل رقم كمومي جديد وهو الغرابة Strangeness . و«الرقم الكمومي الغرابة» ينشأ من قوة نووية قوية فهي القوة المتسببة في نشأة الكاونات ويقعون تحت قانون الحفاظ تبعه، ولكن القيمة المحافظة فهي تتبع  القوة النووية الضعيفة، التي السبب في 
 النووية الضعيفة  لهم، مع عدم اتباعهم لقانون المحافظة خلال التحلل. 
في أيامنا هذه تُفسر الأعمار الطويلة نسبيا للكاونات بالكوارك-الغريب
s-Quark. الكواركات-الغريبة تنشأ عن طريق القوة النووية القوية وهي تنشأ مزدوجة مع كواركات مضادة غريبة Strange-Antiquarks، ومن ضمنها ينشأ مثلا زوجا من الكاونات، أو - كما هو الحال في تفاعل أكتشافهم - ينشأ واحد كاون وواحد باريون غريب Strangeness .
ونظرا لأن الكاونات تتطاير بعد إنتاجهما في مختلف الاتجاهات فلا يمكن للكواريبين الغريبين  إفناء بعضهما البعض (لأنهما متضادان). خلال التحلل يتحول كوارك-غريب إلى Up-Quark خفيف، وهذا نظرا لقلة احتماله في الحدوث فهو السبب في الإطالة الملحوظة لعمر الكاونات. هذا التحول يمكن أن يحدث فقط عن طريق القوة النووية الضعيفة حيث أنها هي القوة الوحيدة التي لا تحافظ على صفة الغرابة
Strangeness .

## لغز الجسيمان τ-θ وانكسار التكافؤ
في مطلع الخمسينيات من القرن الماضي اكتشفت اثنين من الميزونات ذات شحنة موجبة وصفة اضافية تسمى «غرابة أو غريب» Strangeness فكانا مختلفان؛ وكانا يتحللان بطريقتين مختلفتين:
{\displaystyle \tau ^{+}\rightarrow \pi ^{+}+\pi ^{+}+\pi ^{-}}
{\displaystyle \theta ^{+}\rightarrow \pi ^{+}+\pi ^{0}}
وتبدي نتائج التحلل في التفاعلين تكافؤ (فيزياء) مختلفا، وكان هذا التصور ينطبق على الجسمين المتحللين τ و θ. ولكن أجريت عليهما تجارب دقيقة جدا لتعيين كتلة وطول عمر كل منهما فلم توجد أي فرق بينهما. ثم اكتشف في عام 1956 أن التآثر الضعيف يكسر التكافؤ؛ فأصبح واضحا أن τ و θ كانا نفس الجسيم، فاسماه العلماء K+ (كاون). أي أن التحلل (وهو تفاعل ننوي ضعيف) لا يحفظ تكافؤ الكاون K+.
التحلل النووي يعتبر تفاعلا ضعيفا (أو تآثرا ضعيفا) على الرغم أنه يتم في النواة الذرية.

## اقرأ أيضا
- ميون
- تاوون
- نظرية CPT
- تجربة وو